# Lourdes Arévalos
Lourdes Verónica Arévalos Elías (San Lorenzo, 13 de enero de 1984) es una modelo y exreina de belleza paraguaya. Fue coronada Miss Universo Paraguay 2006 y representó a su país en Miss Universo 2006, donde se ubicó como tercera finalista.

## Biografía
Lourdes Verónica Arévalos Elías nació el 13 de enero de 1984 en la ciudad de San Lorenzo, en el departamento Central (Paraguay). Es hija de Emilio Arévalos y Alicia Elías. Tiene tres hermanas llamadas Camila, Lucía y Paula.
Estudió la carrera de ingeniería económica. El 26 de mayo de 2018, se casó con Jorge Palumbo Chamorro.

## Carrera en concursos de belleza
En 2000, ganó el concurso Elite Model Look Paraguay y representó a Paraguay en el concurso Elite Model Look 2000 en Suiza, donde fue finalista. Trabajó con varias agencias de modelaje en su país, y firmó contratos con agencias de España e Italia.
También participó en el concurso Miss Hawaiian Tropic en el estado de Hawái (Estados Unidos) y obtuvo el título de Miss Expo en 2002.

### Miss Universo Paraguay 2006
El 8 de marzo de 2006, Arévalos fue coronada Miss Universo Paraguay 2006. También ganó el premio de Miss Fotogénica.

### Miss Universo 2006
Como ganadora de Miss Universo Paraguay 2006, Arévalos representó a Paraguay en el concurso Miss Universo 2006 en el Shrine Auditorium, Los Ángeles (Estados Unidos). Durante la final llevada a cabo el 23 de julio de 2006, inicialmente llegó al Top 20 y posteriormente avanzó al Top 10 de semifinalistas. Arévalos se ubicó además en el Top 5, convirtiéndose así en la segunda mujer paraguaya en alcanzar el Top 5 de Miss Universo después de Yanina González, quien lo hizo en 2004.
Como una de las finalistas del concurso, uno de los jueces le preguntó a Arévalos: «¿Qué valores quisieras tú inculcar en tus hijos?». Ella respondió:

El valor importante que toda familia debe inculcar a sus hijos y lo que hace mi familia conmigo y mis hermanas es el respeto, mantener siempre la igualdad ante todo.

Al final del evento, Arévalos quedó como tercera finalista, con Zuleyka Rivera de Puerto Rico ganando el título.

### Reina Sudamericana 2006
El 27 de octubre, Arévalos representó a su país en Reina Sudamericana 2006 en el Centro de Convenciones de la FEXPO en Santa Cruz (Bolivia), donde se ubicó como primera finalista. Además, ganó el premio especial «Rostro más bello».

### Miss Model of the World 2006
El mismo año, Arévalos representó a su país en el concurso Miss Model of the World el 8 de diciembre en Shenzhen (China).